# Fenyllithium
Fenyllithium je organokovová sloučenina se vzorcem C6H5Li. Používá se v organické syntéze jako metalační činidlo a jako náhrada Grignardových činidel při zavádění fenylových skupin do sloučenin. Krystalické fenyllithium je bezbarvé, roztoky však mohou mít různé odstíny hnědé nebo červené barvy, v závislosti na použitém rozpouštědlu a nečistotách.

## Příprava
Fenyllithium bylo poprvé připraveno reakcí kovového lithia s difenylrtutí:
(C6Η5)2Ηg + 2Li → 2C6Η5Li + Ηg
Další možností přípravy je reakce fenylhalogenidu s lithiem:
X-Ph + 2Li → Ph-Li + LiX
Fenyllithium lze rovněž získat podvojnou záměnou:
n-BuLi + X-Ph → n-BuX + Ph-Li
Nejčastěji se používají předcházející dva postupy.

## Reakce
Hlavní využití fenyllithia spočívá v tvorbě vazeb uhlík-uhlík nukleofilní adicí a substitucí:
PhLi + R2C=O → PhR2COLi
Reakcí fenyllithia s pyridinem vzniká 2-fenylpyridin v reakci zahrnující adičně-eliminační mechanismus:
C6H5Li + C5H5N → C6H5-C5H4N + LiH

## Struktura a vlastnosti
Fenyllithium vytváří monoklinické krystaly. Pevné fenyllithium se skládá z dimerních jednotek Li2Ph2. Atomy lithia a ipso uhlíky fenylových kruhů vytváří rovinný čtyřčlenný cyklus. Rovina, ve které jsou fenyly, je na tyto Li2C2 kruhy kolmá. Mezi fenyllithiovými dimery a π-elektrony fenylových skupin sousedních dimerů se objevují další mezimolekulární interakce, čímž se vytváří polymerní řetězce.
V roztoku může mít fenyllithium, v závislosti na vlastnostech rozpouštědla, řadu různých struktur. V tetrahydrofuranu se vyskytuje rovnováha mezi monomerem a dimerem. V diethyletheru, což je forma, ve které se prodává nejčastěji, vytváří tetramer. Čtyři atomy lithia a čtyři atomy uhlíku obsazují vrcholy deformované krychle.
Průměrná délka vazeb C–Li je 233 pm. Molekuly etheru se na Li vážou přes své kyslíkové atomy. Za přítomnosti LiBr se přímou reakcí lithia s fenylhalogenidem tvoří vedlejší produkt, komplex [(PhLi•Et2O)4] se mění na [(PhLi•Et2O)3•LiBr). Atomy lithia v LiBr zaujímají jedno z míst kubanové struktury a atomy Br se nachází na sousedních místech, která odpovídají uhlíkům.